# مهدی سنائی
مهدی سنائی ، سفیر ایران در روسیه که سابقا نمایندهٔ دورهٔ نهم مجلس شورای اسلامی و عضو کمیسیون امنیت ملی و سیاست خارجی مجلس شورای اسلامی از حوزهٔ انتخابیهٔ نهاوند در استان همدان بود.